# Nowe przygody Madeline
Nowe przygody Madeline (ang. Madeline) – serial animowany o Madeline z 1993 roku, emitowany obecnie na kanale Top Kids, dawniej w Wieczorynce w TVP1, a także na nieistniejącym już kanale KidsCo. Zawiera w sumie 67 odcinków (razem z odcinkami specjalnymi). Serial podzielony jest na 3 serie. Opowiada o 12 dziewczynkach, wychowujących się w katolickim żeńskim internacie, których wychowawczynią i opiekunką jest siostra zakonna Clavele, mieszkają w Paryżu we Francji.

## Spis odcinków
| Nr                 | Polski tytuł                        | Angielski tytuł                             |
| Odcinki pilotażowe | Odcinki pilotażowe                  | Odcinki pilotażowe                          |
| ------------------ | ----------------------------------- | ------------------------------------------- |
| 1                  |                                     | Madeline (Cinar remake)                     |
| 2                  | Madeline i święta Bożego Narodzenia | Madeline’s Christmas                        |
| 3                  |                                     | Madeline and the Bad Hat                    |
| 4                  | Madeline i Cyganie                  | Madeline and the Gypsies                    |
| 5                  | Uratowana Madeline                  | Madeline’s Rescue                           |
| 6                  | Madeline w Londynie                 | Madeline in London                          |
| Seria pierwsza     |                                     |                                             |
| 7                  | Madeline i czterdziestu złodziei    | Madeline and the Forty Thieves              |
| 8                  | Madeline na wystawie psów           | Madeline and the Dog Show                   |
| 9                  | Madeline i wielkanocny kapelusz     | Madeline and the Easter Bonnet              |
| 10                 | Madeline i nowy dom                 | Madeline and the New House                  |
| 11                 | Madeline i król strzelców           | Madeline and the Soccer Star                |
| 12                 | Madeline i fabryka zabawek          | Madeline and the Toy Factory                |
| 13                 | Madeline w szkole kucharskiej       | Madeline at Cooking School                  |
| 14                 | Madeline w balecie                  | Madeline at the Ballet                      |
| 15                 | Madeline i śpiewający pies          | Madeline and the Singing Dog                |
| 16                 | Zimowe wakacje Madeline             | Madeline’s Winter Vacation                  |
| 17                 | Madeline w Hollywood                | Madeline in Hollywood                       |
| 18                 | Madeline i piraci                   | Madeline and the Pirates                    |
| 19                 | Urodzinowe przyjęcie w zoo          | Madeline’s Birthday at the Zoo              |
| 20                 | Madeline w Luwrze                   | Madeline at the Louvre                      |
| 21                 | Madeline i zaginiony klaun          | Madeline and the Missing Clown              |
| 22                 |                                     | Madeline and the Costume Party              |
| 23                 |                                     | Madeline and the Old Violin                 |
| 24                 | Madeline i niegrzeczni chłopcy      | Madeline and the Mean, Nasty, Horrible Hats |
| 25                 | Madeline i gadająca papuga          | Madeline and the Talking Parrot             |
| 26                 | Madeline w Nowym Jorku              | Madeline in New York                        |
| Seria druga        |                                     |                                             |
| 27                 | Madeline i zaginiona korona         | Madeline and the Lost Crown                 |
| 28                 | Madeline w Orientalnym Ekspressie   | Madeline on the Orient Express              |
| 29                 | Madeline i kość dinozaura           | Madeline and the Dinosaur Bone              |
| 30                 | Madeline i latający dywan           | Madeline and the Magic Carpet               |
| 31                 | Madeline i zaginiony skarb          | Madeline and the Treasure Hunt              |
| 32                 | Madeline i szkoła detektywów        | Madeline’s Detective School                 |
| 33                 | Madeline i dzwonnik z Notre Dame    | Madeline and the Hunchback of Notre Dame    |
| 34                 | Madeline i wielki ser               | Madeline and the Big Cheese                 |
| 35                 |                                     | Madeline and the Science Project            |
| 36                 | Madeline spotyka mumię              | Madeline and the Mummy                      |
| 37                 | Madeline i nawiedzony zamek         | Madeline and the Haunted Castle             |
| 38                 | Madeline na Dzikim Zachodzie        | Madeline and the Wild West                  |
| 39                 |                                     | Madeline’s Holiday With Mr. Grump           |
| Seria trzecia      |                                     |                                             |
| 40                 | Madeline i święto duchów            | Madeline’s Halloween                        |
| 41                 | Madeline i mrówki                   | Madeline and the Spider Lady                |
| 42                 | Madeline tańczy kankana             | Madeline and the Cancan Cliques             |
| 43                 | Madeline w Cannes                   | Madeline in Cannes                          |
| 44                 | Madeline i wielka sztuka            | Madeline and the Show Off                   |
| 45                 | Madeline i zaślubiny                | Madeline and the Wedding                    |
| 46                 | Madeline na Safari                  | Madeline on Safari                          |
| 47                 | Madeline na biegunie północnym      | Madeline at the North Pole                  |
| 48                 | Madeline i święty Mikołaj           | Madeline and Santa                          |
| 49                 | Madeline i nowa koleżanka           | Madeline and the New Girl                   |
| 50                 | Madeline w Wersalu                  | Madeline at Versailles                      |
| 51                 | Madeline w Hotelu Ritz              | Madeline at the Hotel Riche                 |
| 52                 | Madeline na scenie                  | Madeline on Stage                           |
| 53                 | Madeline i teatr marionetek         | Madeline and the Marionettes                |
| 54                 | Madeline i łyżwy                    | Madeline and the Ice Skates                 |
| 55                 | Madaline i olbrzymka                | Madeline and the Giants                     |
| 56                 | Madeline na pokazie mody            | Madeline and the Fashion Show               |
| 57                 | Madeline i dobre maniery            | Madeline’s Manners                          |
| 58                 | Madeline i świat magii              | Madeline at the Magic Show                  |
| 59                 | Walentynki Madeline                 | Madeline’s Valentine                        |
| 60                 | Madeline w wytwórni perfum          | Madeline at the Perfume Factory             |
| 61                 | Madeline i Wieża Eiffela            | Madeline at the Eiffel Tower                |
| 62                 | Madeline i uroczysta herbatka       | Madeline and the Tea Party                  |
| 63                 |                                     | Madeline and the White Lie                  |
| 64                 | Madeline i piesek, który oszukiwał  | Madeline and The Dog Who Cried Wolf         |
| 65                 | Madeline na pchlim targu            | Madeline at the Flea Market                 |
| Filmy              |                                     |                                             |
| F1                 | Madeline zaginęła w Paryżu          | Madeline: Lost in Paris                     |
| F2                 | Madeline                            | My Fair Madeline                            |